# Wysoki komisarz
Wysoki komisarz – tytuł i zarazem nazwa funkcji występującej w międzynarodowych stosunkach dyplomatycznych. Obecnie stosowany w dwóch głównych kontekstach:

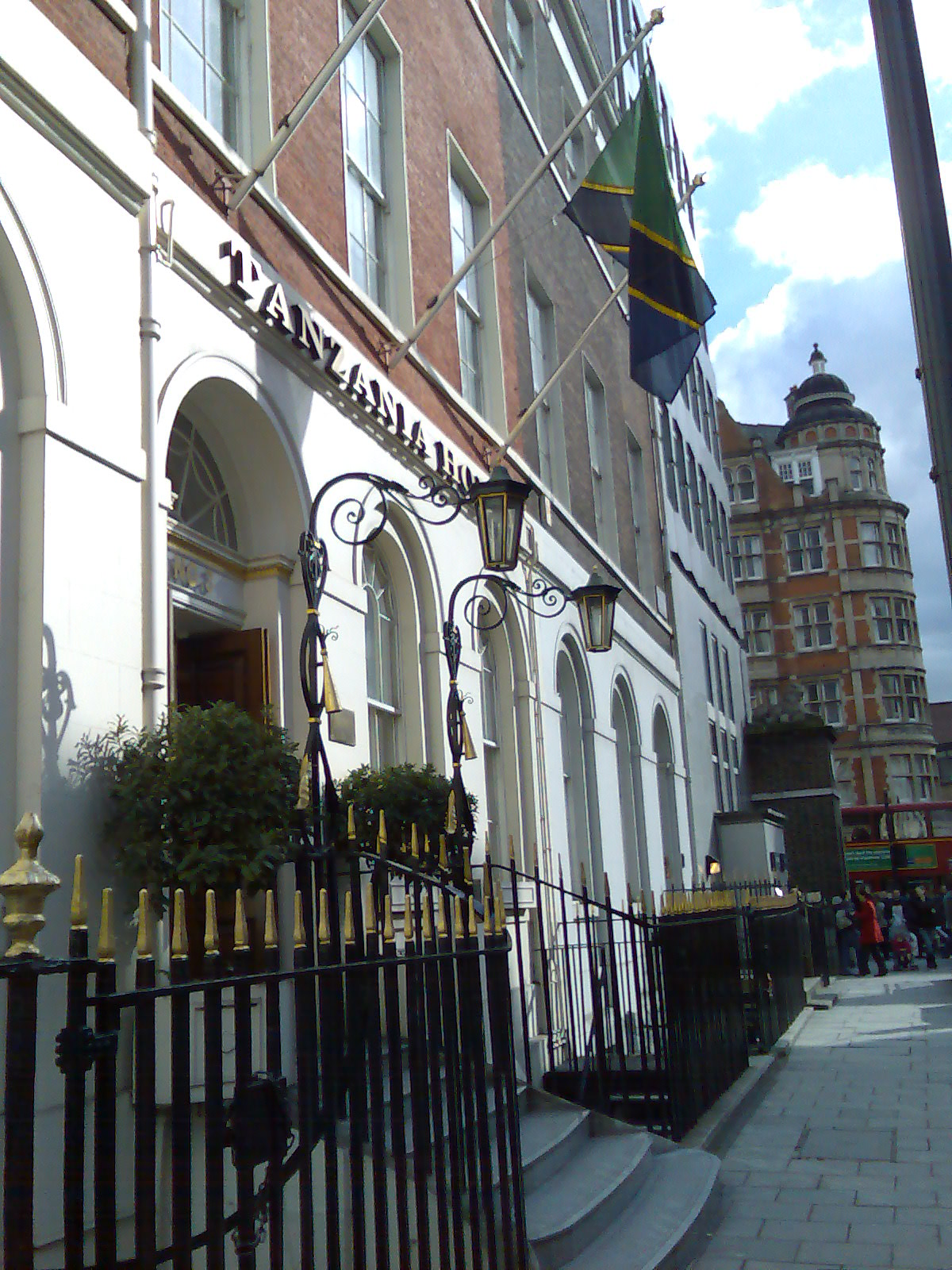
Siedziba Wysokiego Komisarza Tanzanii w Londynie

1. Państwa członkowskie Wspólnoty Narodów tradycyjnie nazywają wysokimi komisarzami (ang. High Commissioner) szefów swoich misji dyplomatycznych w innych państwach tej organizacji. Jest to spowodowane faktem, że ambasador reprezentuje głowę państwa wysyłającego wobec głowy państwa przyjmującego, a wiele krajów powstałych po rozpadzie imperium brytyjskiego zachowało brytyjskiego monarchę jako głowę państwa. Oficjalnie wysoki komisarz reprezentuje rząd państwa wysyłającego wobec rządu państwa przyjmującego, a list polecający jest wystawiany przez szefa rządu wysyłającego (zwykle premiera) i przedstawiany szefowi rządu przyjmującego. Faktycznie rola i ranga wysokiego komisarza jest identyczna z rolą i rangą ambasadora, on sam, jego biuro (wysoka komisja, ang. High Commission, odpowiednik ambasady) i korespondencja służbowa z jego rządem i głową państwa są objęte immunitetem dyplomatycznym, zajmuje też miejsce w precedencji korpusu dyplomatycznego na normalnych zasadach. Inne kraje członkowskie Wspólnoty Narodów, mimo że nie mają wspólnej głowy państwa z pozostałymi członkami, również nazywają swoich ambasadorów wysokimi komisarzami, co ma podkreślać szczególny charakter stosunków panujących wewnątrz Wspólnoty.
2. Wysokimi komisarzami nazywani są również niektórzy funkcjonariusze międzynarodowi bardzo wysokiego szczebla. Do najbardziej znanych funkcji tego rodzaju należą Wysoki Komisarz ONZ ds. Uchodźców czy Wysoki Komisarz ONZ ds. Praw Człowieka.